# حسینی شیرازی
حسینی شیرازی می‌تواند به یکی از این افراد اشاره کند:
- سید محمدحسن حسینی شیرازی
- سید نورالدین حسینی‌الهاشمی شیرازی
- سید محمد حسینی شیرازی
- سید مهدی حسینی شیرازی
- سید مرتضی حسینی شیرازی
- سید صادق حسینی شیرازی
- سید حسن حسینی شیرازی
- سید مجتبی حسینی شیرازی
- سید حسین حسینی شیرازی